# 大乘阿毘達磨集論
《大乘阿毘達磨集論》，天竺無著菩薩造，唐玄奘三藏於永徽三年(公元652年)翻譯，有藏譯本。1934年，拉胡爾·桑克里提亞揚在西藏發現大約五分之二的梵本殘卷，Pralhad Pradhan根據梵本材料和漢藏譯本在1950年重建全部的梵本。
本論共七卷，是《瑜伽師地論》中阿毘達磨相關內容的匯集，是瑜伽行唯識學派的重要論書。內容分為本事分、決擇分，取自《瑜伽師地論》中的本地分與攝決擇分。本事分有三法、攝、相應、成就四品；決擇分有諦、法、得、論義四品。
本論與《顯揚聖教論》同為《瑜伽師地論》的綱目書。本論及本論注釋書《阿毘達磨雜集論》均為後來成書的《成唯識論》所引用，故歷來被唯識家列為必讀之書。
本論之注釋書有《大乘阿毘達磨雜集論》，十六卷，安慧菩薩糅，唐玄奘三藏譯。

## 引用
1. ↑  Lusthaus, Dan. Asaṅga's Abhidharmasamuccaya, 大乘阿毘達磨集論 （页面存档备份，存于）, acmuller.net
2. ↑  Review of Rahula, Walpola Abhidharmasamuccaya by J. W. de Jong in Asanga; Boin-Webb, Sara; Rahula, Walpola (2001), pp. 291-299. [Original French published in T'oung Pao, LIX (1973), pp. 339-46. Reprinted in Buddhist Studies byJ.W. dejong, ed. Gregory Schopen, Berkeley: Asian Humanities Press, 1979, pp. 601-8.]